# Campeonato Peruano de Fútbol Femenino de 2015
El Campeonato Peruano de Fútbol Femenino de 2015 el campeón nacional clasificará a la Copa Libertadores Femenina 2016. Pese a su nombre, los partidos se jugaron en el 2016. El ganador fue Universitario de Deportes ganando todos sus partidos y sin goles en contra.  De esta forma obtuvo el bicampeonato.

## Equipos participantes[4]
| Departamento | Equipo                           |
| ------------ | -------------------------------- |
| Ayacucho     | Club Deportivo Unión Mercedes    |
| Lima         | Universitario de Deportes        |
| Huánuco      | Colegio Nacional Inca Huiracocha |
| Apurímac     | Futbol Club Retamozo             |
| Loreto       | CGTP                             |
| Piura        | Universidad Nacional de Piura    |
| Arequipa     | Club Internacional               |
| Ancash       | Club Deportivo Cambios Lázaro    |

## Calendario y resultados[5]

### Fecha 1 (Lunes 18 de abril)
Serie A:    
- Universitario de Deportes              10-0 Futbol Club Retamozo
- Club Internacional              0-0 Colegio Nacional Inca Huiracocha

Serie B:                
- Club Deportivo Unión Mercedes             0-5 CGTP[6]
- Universidad Nacional de Piura - Club Deportivo Cambios Lázaro

### Fecha 2 (Martes 19 de abril)
Serie A:      
- Universitario de Deportes              2-0 Internacional
- Futbol Club Retamozo - Colegio Nacional Inca Huiracocha

Serie B:                
- CGTP             8-1 Universidad Nacional de Piura[7]
- Club Deportivo Cambios Lázaro - Club Deportivo Unión Mercedes

### Fecha 3 (Miércoles 20 de abril)
Serie A:
- Universitario de Deportes               12-0 Colegio Nacional Inca Huiracocha[8]
- Internacional 6-0 Futbol Club Retamozo

Serie B:                    
- CGTP       2-0 Club Deportivo Cambios Lázaro
- Club Deportivo Unión Mercedes - Universidad Nacional de Piura

### Final
| 9:00 a. m. 22 de abril del 2016 | Universitario de Deportes | 8:0     | CGTP | Videna, Lima |  |
|                                 | Emily Flores · Emily Flores · Rocío Fernandez · Emily Flores · Emily Flores · Rocío Fernández · Rocío Fernández · Rocío Fernández | Reporte |      |              |  |